# Trematovalsa matruchotii
Trematovalsa matruchotii — вид грибів, що належить до монотипового роду  Trematovalsa.